# تشارلز بيرس رولاند
تشارلز بيرس رولاند (بالإنجليزية: Charles P. Roland)‏ هو مؤرخ أمريكي، (ولد في موري سيتي في الولايات المتحدة 1918 – 2022 م).